# Christine Minier
Christine Minier, née en 1963 à Blois, est une chanteuse française. Elle a représenté la France au Concours Eurovision de la chanson 1987. Elle est ensuite l'un des membres de La Bande à Basile.

## Jeunesse
Enfant, Christine Minier se passionne pour la danse classique mais s'oriente vers des études de puériculture puis de coiffure. 

## Concours Eurovision de la chanson

### Sélection française
Christine Minier exerce la profession de coiffeuse lorsqu'en 1987, à 23 ans, elle décide de se présenter à la sélection française pour le Concours Eurovision de la chanson et fait partie des 1500 candidats. Elle est ensuite retenue pour participer à la finale nationale organisée par Alain Vauthier, directeur des programmes d'Antenne 2, diffusée et présentée par Marie-Ange Nardi et Patrick Simpson-Jones l'après-midi du 4 avril 1987. Elle interprète la ballade Les mots d'amour n'ont pas de dimanche composée par Marc Minier et écrite par Gérard Curci. 9 candidats sont face à elle : Jacques Payan avec la chanson Vivre libre, Pascale Fontenel avec le titre Bonheur Ordinateur, Isabelle Gautier avec la chanson Ciné Climat, Patrick Alès (À tout vent), Cathy Solo (Manolito), Pascal Tafuri (Délit de fuite), Maryline et Marina (Maryline et Marina), Joël Barret (La Clef des champs), Damien Natangelo (Vivre pour aimer). Elle passe en 6e position. Un panel de 1000 téléspectateurs français est sondé par téléphone par TNS Sofres pour désigner son artiste préféré. Des points sont alors attribués aux participants. Christine Minier gagne la sélection et est donc choisie pour être la représentante de la France au Concours Eurovision 1987, battant de 13 points le duo Maryline et Marina, arrivé deuxième. Patrick Alès est troisième tandis que Pascale Fontenel se classe dernière.

### Finale du Concours
Le 9 mai 1987, lors du 32e Concours Eurovision de la chanson se déroulant au Palais du Centenaire de Bruxelles et présenté par Viktor Lazlo, Christine Minier interprète donc la ballade Les mots d'amour n'ont pas de dimanche en 15e position sous la direction du chef d'orchestre Jean-Claude Petit. Au terme du vote finale des pays, elle se classe 14e sur 22 avec 44 points (dont un « douze points » du Luxembourg).

## La Bande à Basile
Christine Minier intègre le groupe La Bande à Basile  par l'entremise de son oncle Gérard Curci, musicien fondateur du groupe en 1977 et qui a réalisé l'enregistrement du 45 tours de la chanson Les mots d'amour n'ont pas de dimanche en 1987. À partir de 1989, au sein de La Bande à Basile, Christine interprète le rôle d'Arlequine. En 1989, le groupe interprète le tube On va faire la java, accompagné de l'accordéoniste  André Verchuren, qui sera l'un de ses plus grands succès (5e du Top 50 au printemps 1989 puis certifié disque d'or pour plus de 500 000 45 tours vendus). 
La Bande à Basile continue de sortir des albums de chansons festives et en 2010, fait partie de la tournée Âge tendre et tête de bois. 